# Вишнёвый переулок, 7
Вишнёвый переулок, 7 (альтернативный перевод — Дом 7 по Черри Лейн) (кит. упр. 繼園臺七號, пиньинь Jìyuántái qīhào) — китайский полнометражный анимационный фильм 2019 года, дебютный мультфильм режиссёра игрового кино Юньфаня. Фильм был отобран для участия в конкурсной программе 76-го Венецианского кинофестиваля, где он получил Приз за лучший сценарий — Лев. Демонстрировался на кинофестивале в Торонто 2019 года.

## Сюжет
После гражданской войны в Китае многие жители основной части Китая бежали в Гонконг и поселились в районе Норт-Пойнт, восточной части британской колонии. Благодаря им, привнесшим собственную культуру и стиль жизни с севера, район был прозван «маленьким Шанхаем». Улица Кхай Юнь (繼園) расположена на холмистой стороне «Маленького Шанхая», многие образованные в ещё старом Китае приезжие поселились на ней. На вершине холма находилось гигантское поместье с прекрасным китайским садом, ручейками, мостами и павильонами, которое называлось террасой Кхань Юнь (繼園臺). История в фильме — о матери и дочери, которые сбежали от «белого террора» на Тайване и нашли убежище в «маленьком Шанхае» в доме 7 на террасе Кхань Юнь. Сопродюсер фильма назвал террасу «Вишнёвым переулком» (Cherry Lane), чтобы это название включало в себя всю палитру цветов, запахов и чувств фильма Юньфань, с чем режиссёр согласился.
Действие картины происходит в британском Гонконге в 1967 году. Студент университета Цзымин подрабатывает репетитором у миссис Юй из Тайваня. Он учит её дочь-подростка английскому языку и литературе и постепенно влюбляется в обеих героинь.
Повествование разделено на три части — Волшебная шарада, Игривая тень и Зимняя комета.

## Роли озвучивали
- Сильвия Чан — миссис Юй. В годы японо-китайской войны — идеалистическая студентка, а ныне продавец предметов роскоши. Миссис Юй чуть за 40, и она сохраняет свое очарование. Разведена, есть 18-летняя дочь.
- Чжао Вэй — Мэйлин, дочь миссис Юй. Кажется, что мир вращается вокруг нежной и милой 18-летней девушки.
- Алекс Лам — Цзымин, студент Гонконгского университета
- Келли Яо — миссис Мэй, бывшая оперная дива, соседка миссис Юй
- Наталия Дуплеси — мадам Симоне, французская кинозвезда
- Тереза Чун — монашенка Мяоюй
- Цзян Вэньли — Женщина в жёлтом
- Дэниел У — Барон Луис
- Стивен Фон — Стивен
- Тянь Чжуанчжуан — А Кхуок
- Энн Хёй — Карманник
- Фрут Чан — Трусливый кот
- Ребекка Пунь — миссис Лин

## Производство
Признанный гонконгский кинорежиссёр Юньфань снял свой последний фильм — «Принц слёз» — в 2009 году. Несмотря на то, что фильм о времени «белого террора» на Тайване снимался семь лет, кинокритикам фильм не понравился. Юньфань близко к сердцу принял эту неудачу и занялся прозой, как колумнист и как писатель. Спустя почти 10 лет, пытаясь выбрать новое направление, режиссёр решил экранизировать три своих рассказа в анимационном фильме.
Фильм был сделан в Гонконге через компанию Far-Sun Film, бюджет (около 8 млн долларов) был собран из независимых источников.

## Реакция критиков
Первые отзывы на фильм со стороны критиков были положительными. Дебору Янг из Hollywood Reporter восхитил уникальный стиль мультфильма и удачно подобранное музыкальное сопровождение, заставляющие зрителя перемещаться от одного настроения к другому. Другой критик — Гай Лодж из Variety — назвал фильм «безумным, притягательным китчем, воскрешающим Гонконг 1960-х».

## Награды и номинации
| Список наград и номинаций | Список наград и номинаций                     | Список наград и номинаций                       | Список наград и номинаций | Список наград и номинаций | Список наград и номинаций |
| Год                       | Кинофестиваль/Кинопремия                      | Категория                                       | Номинант(ы)               | Результат                 | Ист.                      |
| ------------------------- | --------------------------------------------- | ----------------------------------------------- | ------------------------- | ------------------------- | ------------------------- |
| 2019                      | 76-й Венецианский международный кинофестиваль | Золотой лев                                     | «Вишнёвый переулок, 7»    | Номинация                 |                           |
| 2019                      | 76-й Венецианский международный кинофестиваль | Золотая Озелла за лучший сценарий               | Юньфань                   | Победа                    |                           |
| 2019                      | Международный кинофестиваль в Торонто         | Приз «Народный выбор» — Специальные презентации | «Вишнёвый переулок, 7»    | Номинация                 |                           |